# Edvard Kadič
Edvard Kadič, slovenski strokovnjak za komuniciranje, politični analitik, publicist in pisatelj, *1968, Ljubljana.

## Izobrazba
Študiral je na MLC Fakulteti za management in pravo v Ljubljani in diplomiral iz poslovnega prava. Ukvarja se predvsem s področji verbalne in neverbalne komunikacije, razvojem samozavesti in osebne karizme ter samozavestnim javnim nastopanjem.
Maja 2021 ga je 14. slovenska vlada pod vodstvom Janeza Janše povabila k sodelovanju pri komunikacijski podpori množičnemu cepljenju proti COVID-19, ki je potekala v okviru vladnega Urada za komuniciranje (UKOM).

## Delovanje v medijih
Sodeluje kot komentator v različnih političnih oddajah. Do leta 2020 je občasno gostoval v oddaji Faktor na TV3 Slovenija, trenutno pa je stalni komentator v oddaji Ura moči na Planet TV. V času pred državnozborskimi volitvami je sodeloval tudi kot posebni komentator v soočenjih Slovenija izbira.
Od avgusta 2020 piše kolumne za Novo24TV.
Je direktor Agencije Rudolf d.o.o., ki se ukvarja z marketingom in oglaševanjem. Od maja 2022 je Kadič glavni in odgovorni urednik spletnega portala Portal24, ki ga agencija izdaja, na njem redno objavlja tudi svoje komentarje in kolumne.
Od 25. marca 2024 do 20. junija 2024 je vodil informativno oddajo 7 ob 7 – novice s karakterjem, ki so bile predvajane od ponedeljka do četrtka ob 19h na TV3 Slovenija, Gea TV Plus ter na strani Portal24. Julija 2024 je Agencija Rudolf v celoti odkupila in prevzela televizijo Gea TV; Kadič je postal odgovorni urednik televizije, oddaja 7 ob 7 pa se je preimenovala v Direktno.

## Knjige
- Govorica telesa in osebna karizma. Ljubljana: Zavod za napredne študije Delta. 2013. COBISS 266243584. ISBN 978-961-93469-0-7.
- Zapeljevanje: Priročnik za moške. Ljubljana: Zavod za napredne študije Delta. 2014. COBISS 274220032. ISBN 978-961-93469-1-4.
- Samozavest je seksi! - samozavestna govorica telesa. Ljubljana: Zavod za napredne študije Delta. 2017. COBISS 291885056. ISBN 978-961-93469-3-8.